# Ньюпорт (Арканзас)
Нью́порт (англ. Newport, Arkansas) — город, расположенный в округе Джексон (штат Арканзас, США) с населением в 7811 человек по статистическим данным переписи 2000 года. Является административным центром округа.

## Общие сведения
Город находится на берегу реки Уайт-Ривер, в 135 километрах к северо-востоку от столицы штата Арканзас, города Литл-Рок.
В Ньюпорте расположен главный кампус Университета штата Арканзас.
Исторически город широко известен в качестве места, где американский бизнесмен Сэм Уолтон приобрёл свой первый розничный магазин и положил начало созданию торговой империи Wal-Mart.

## География
По данным Бюро переписи населения США город Ньюпорт имеет общую площадь в 34,45 квадратных километров, из которых 33,67 кв. километров занимает земля и 0,78 кв. километров — вода. Площадь водных ресурсов округа составляет 2,26 % от всей его площади.
Ньюпорт расположен на высоте 68 метров над уровнем моря.

## Демография
По данным переписи населения 2000 года в Ньюпорте проживал 7811 человек, 1702 семьи, насчитывалось 2690 домашних хозяйств и 3118 жилых домов. Средняя плотность населения составляла около 226,4 человек на один квадратный километр. Расовый состав Ньюпорта по данным переписи распределился следующим образом: 56,57 % белых, 41,76 % — чёрных или афроамериканцев, 0,27 % — коренных американцев, 0,33 % — азиатов, 0,01 % — выходцев с тихоокеанских островов, 0,77 % — представителей смешанных рас, 0,28 % — других народностей. Испаноговорящие составили 1,13 % от всех жителей города.
Из 2690 домашних хозяйств в 26,2 % — воспитывали детей в возрасте до 18 лет, 42,5 % представляли собой совместно проживающие супружеские пары, в 17,5 % семей женщины проживали без мужей, 36,7 % не имели семей. 33,2 % от общего числа семей на момент переписи жили самостоятельно, при этом 17,9 % составили одинокие пожилые люди в возрасте 65 лет и старше. Средний размер домашнего хозяйства составил 2,29 человек, а средний размер семьи — 2,90 человек.
Население города по возрастному диапазону по данным переписи 2000 года распределилось следующим образом: — жители младше 18 лет, 16,7 % — между 18 и 24 годами, 24,9 % — от 25 до 44 лет, 20,9 % — от 45 до 64 лет и — в возрасте 65 лет и старше. Средний возраст жителей составил 37 лет. На каждые 100 женщин в Ньюпорте приходилось 84,9 мужчин, при этом на каждые сто женщин 18 лет и старше приходилось 78,9 мужчин также старше 18 лет.
Средний доход на одно домашнее хозяйство в городе составил 24 151 доллар США, а средний доход на одну семью — 33 500 долларов. При этом мужчины имели средний доход в 29 943 доллара США в год против 17 437 долларов среднегодового дохода у женщин. Доход на душу населения в городе составил 15 757 долларов в год. 17,7 % от всего числа семей в округе и 22,8 % от всей численности населения находилось на момент переписи населения за чертой бедности, при этом 36,1 % из них были моложе 18 лет и 18,1 % — в возрасте 65 лет и старше.

## Известные уроженцы и жители

### Бизнесмены
- Сэм Уолтон — бизнесмен, владелец сети магазинов Wal-Mart и Sam's Club
- Хелен Уолтон — супруга Сэма Уолтона
- Роб Уолтон, Джон Уолтон, Джим Уолтон и Элис Уолтон — дети Сэма Уолтона и Хелен Уолтон

### Музыка и литература
- Элизабет Григг Паттерсон — писательница, автор коротких фантастических рассказов
- Мэри Стинберджен — американская актриса, обладательница премий Оскар и Золотой глобус

### Политика, образование
- Майк Биб — действующий губернатор Арканзаса
- Марта Шоффнер — действующий казначей штата Арканзас
- Джим Вуд — аудитор Арканзаса с 2003 года